# Bronirana brigada
La Bronirana brigada (in lingua bulgara Бронирана бригада) fu la prima brigata corazzata dell'Esercito bulgaro, unica unità di questo tipo operativa in Bulgaria durante il periodo della seconda guerra mondiale.
La brigata fu ufficialmente costituita il 1º ottobre 1943 a partire da un reggimento corazzato preesistente; dotata di equipaggiamenti tedeschi e addestrata da ufficiali della Wehrmacht, la brigata divenne un'unità di punta delle forze armate bulgare. Dopo il colpo di stato che nel settembre 1944 portò al potere in Bulgaria un governo di stampo comunista e alla cessazione dell'alleanza con la Germania, la Bronirana brigada fu impiegata nelle operazioni belliche nella Jugoslavia meridionale in congiunzione con i reparti dell'Armata Rossa, prendendo parte alla liberazione dall'occupazione tedesca della regione del Kosovo; in seguito, la brigata partecipò alle operazioni bulgaro-sovietiche nell'Ungheria sud-occidentale, concludendo il conflitto al confine con l'Austria.
Riorganizzata con l'assistenza sovietica, la brigata fu sciolta nel 1947 e i suoi componenti assegnati a una divisione corazzata di nuova costituzione.

## Storia

### Le origini

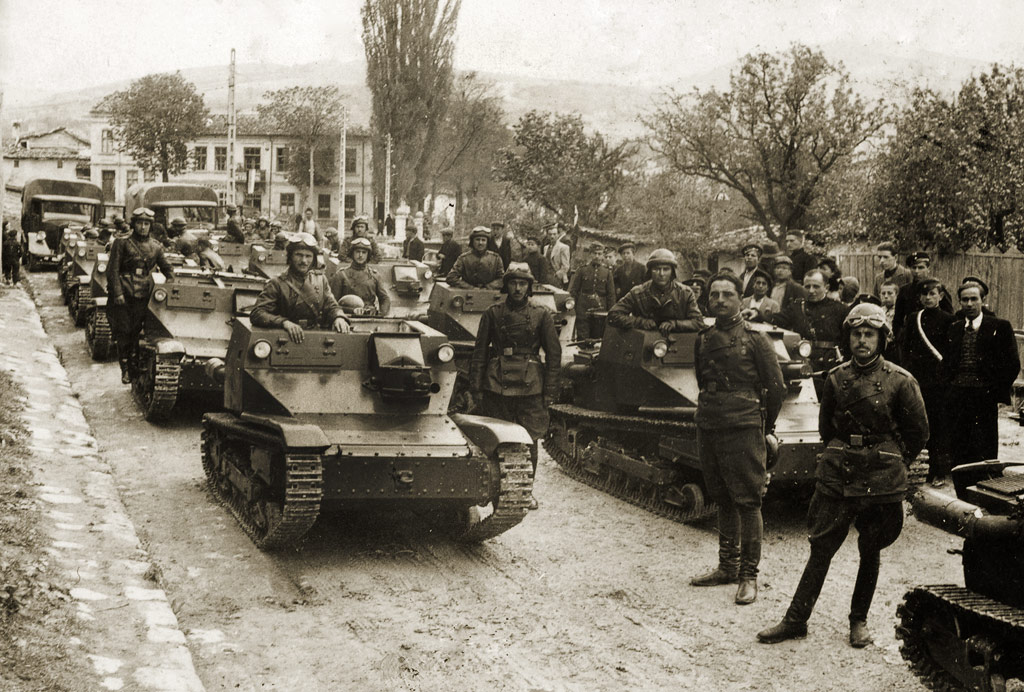
Carri leggeri CV33 bulgari durante un'esercitazione negli anni 1930; notare l'armamento, differente da quello originale: una mitragliatrice Schwarzlose da 8 mm invece delle due Fiat Mod. 14/35 standard

Nazione sconfitta nella prima guerra mondiale, con il trattato di Neuilly del 27 novembre 1919 il Regno di Bulgaria subì l'imposizione da parte delle potenze vincitrici di forti limitazioni alla consistenza e all'equipaggiamento delle sue forze militari, che impedirono un serio ammodernamento dell'esercito bulgaro per diversi anni. Un vero e proprio riarmo della Bulgaria non iniziò fino al 1934, e vide anche i primi passi del paese nel campo dei mezzi corazzati da combattimento: l'esperienza bulgara in fatto di carri armati era stata fino a quel momento limitata all'invio, nel 1917, di alcuni ufficiali in Germania per studiare i mezzi blindati catturati agli Alleati, ma nell'ambito di un vasto accordo con il Regno d'Italia per la fornitura di materiale bellico moderno si decise di ordinare un lotto di veicoli con cui allestire un'unità corazzata nazionale.
Nei primi mesi del 1935, quindi, arrivarono in Bulgaria dall'Italia quattordici carri leggeri CV33 con cui venne formata, in seno al 1º Reggimento genio di Sofia, una compagnia corazzata con un organico di quattro ufficiali e 86 sottufficiali e soldati; l'unità fu quindi impiegata per le prime esperienze di addestramento. Una seconda compagnia corazzata fu costituita all'inizio del 1936, anche se inizialmente senza carri armati in organico; solo nel settembre 1936 un accordo con il Regno Unito portò all'acquisto di otto carri leggeri Vickers 6-Ton Type B, consegnati poi alla 2ª Compagnia corazzata bulgara tra il gennaio e il luglio del 1938. Il 1º gennaio 1939 le due compagnie furono quindi unite a un'unità quartier generale e a una sezione riparazioni per formare il 1º Battaglione corazzato bulgaro, con un organico di 176 uomini; le due compagnie tuttavia furono mantenute come unità distinte e separate: la 1ª Compagnia dislocata lungo il confine meridionale del paese e la 2ª Compagnia lungo quello settentrionale.
Negoziati con la Cecoslovacchia avviati all'inizio del 1939 per l'acquisto di ulteriori mezzi corazzati moderni furono interrotti dall'occupazione tedesca del paese nel marzo 1939, ma nell'agosto seguente il governo bulgaro giunse a un accordo con la Germania nazista per la fornitura di svariato materiale bellico tra cui 26 carri leggeri LT vz. 35 ex-cechi; con questi mezzi venne quindi formata una 3ª Compagnia corazzata. Il battaglione corazzato bulgaro, ora forte di tre compagnie, fu schierato nella Bulgaria sud-orientale al confine con la Turchia; la 1ª Compagnia corazzata fu impiegata operativamente nel settembre 1940 durante l'annessione bulgara della regione della Dobrugia, ottenuta pacificamente dalla Romania con il trattato di Craiova dopo pressioni in tal senso dalla Germania.

### Il Reggimento e la Brigata corazzata

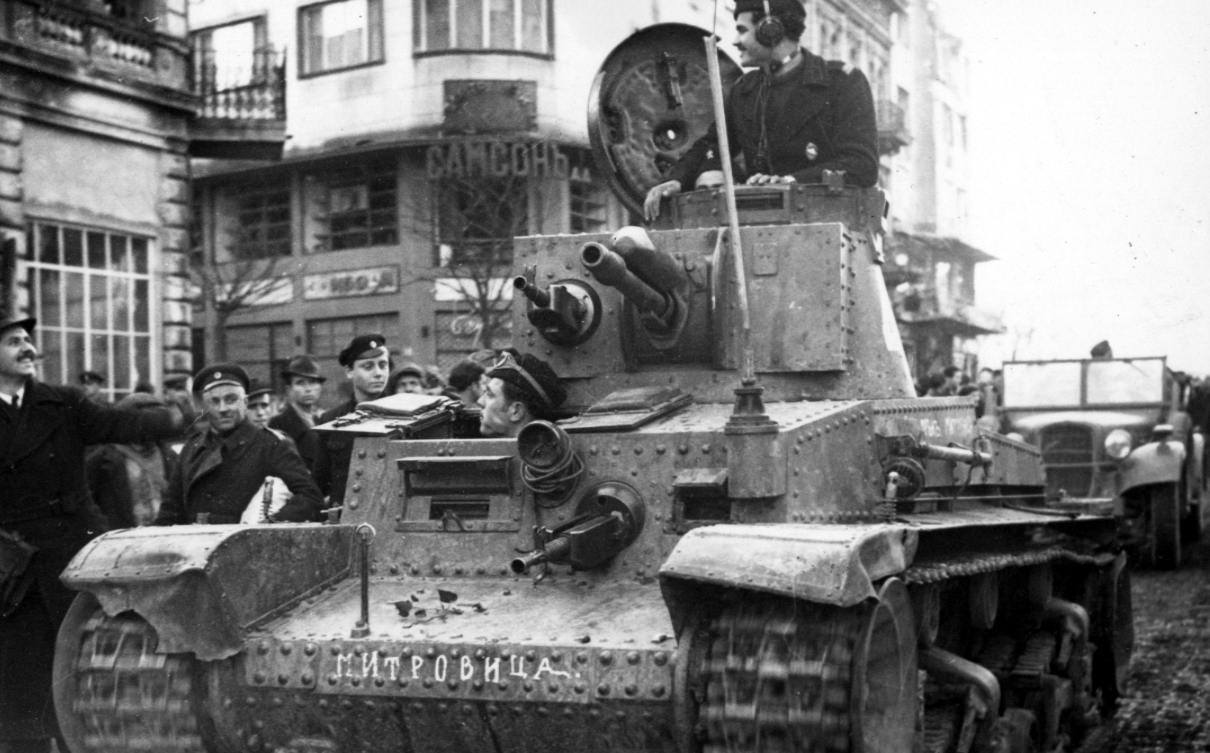
Un LT vz. 35 bulgaro in manovra nelle strade di Sofia nel 1944

Altri mezzi corazzati furono ottenuti dalla Bulgaria grazie a nuovi accordi con la Germania: dieci carri leggeri Škoda T-11 (una diversa versione del LT vz. 35 ceco) furono acquistati tra il novembre 1940 e il febbraio 1941, mentre nell'aprile 1941, dopo la formale adesione della Bulgaria al patto tripartito, i tedeschi consegnarono 40 carri leggeri Renault R35 preda bellica della campagna di Francia oltre a fornire addestramento specifico alle forze corazzate bulgare tramite istruttori della 16. Panzer-Division. Dopo la proclamazione di una parziale mobilitazione nel giugno 1941, con i nuovi mezzi venne formato un 2º Battaglione corazzato e quindi, il 25 giugno, un Reggimento corazzato: di base a Sofia e direttamente subordinato al comando generale dell'Esercito bulgaro, il reggimento era in realtà una piccola brigata e disponeva di un'unità comando, due battaglioni corazzati ciascuno su tre compagnie, una compagnia da ricognizione blindata, un gruppo di fanteria motorizzato, un gruppo di artiglieria motorizzata e unità di servizi vari.
La Bulgaria non dichiarò guerra all'Unione Sovietica e di conseguenza le forze bulgare non furono schierate sul fronte orientale a fianco dei loro alleati tedeschi, pur prendendo parte alle operazioni di occupazione e contrasto ai partigiani locali in Jugoslavia e Grecia oltre a dover fronteggiare un movimento di resistenza comunista in patria. Il Reggimento corazzato bulgaro spese gran parte della sua esistenza impegnato in manovre ed esercitazioni in patria; i carri R35 si rivelarono ben presto obsoleti e inefficienti a causa della carenza di parti di ricambio, e il governo di Sofia avviò complessi negoziati per ottenere dalla Germania veicoli più moderni. Tra il febbraio e il maggio 1943 la Bulgaria ottenne quindi la consegna di 16 moderni carri medi Panzer IV tedeschi e di un lotto di 15 cannoni d'assalto StuG III, mezzi che divennero ben presto l'equipaggiamento standard delle forze corazzate bulgare consentendo la destinazione dei carri più obsoleti a compiti ausiliari. Per la fine del 1943 i bulgari avevano in servizio 87 Panzer IV (versioni G e H) e 55 StuG III, oltre ad aver ricevuto dalla Germania quantitativi più piccoli di altri mezzi corazzati: dieci carri leggeri Panzer 38(t) (consegnati al posto dei più moderni Panzer III inizialmente richiesti ai tedeschi), venti autoblindo da ricognizione Sd.Kfz. 222 e 223, 19 carri leggeri Hotchkiss H35 e sei SOMUA S35 ex francesi.
Il 1º ottobre 1943 il Reggimento corazzato bulgaro fu ufficialmente ridesignato come Brigata corazzata (Bronirana brigada), titolo maggiormente confacente alla dimensione nel frattempo raggiunta. La brigata aveva un organico formalmente basato su un reggimento carri con tre battaglioni corazzati, un reggimento di fanteria motorizzata su tre battaglioni, un reggimento di artiglieria, un battaglione anticarro, uno antiaereo, uno da ricognizione e uno del genio, oltre a unità di servizi vari; varie di queste unità, tuttavia, richiesero diversi mesi per essere concretamente costituite a causa della carenza di personale addestrato. La brigata era dotata dei Panzer IV e dei carri ex cechi, mentre i carri ex francesi (R35, H35 e S35) erano impiegati per compiti addestrativi oppure per la lotta antipartigiana (sia in patria sia nelle zone occupate dalla Bulgaria nella Macedonia); gli StuG III erano assegnati a due appositi distaccamenti indipendenti di cannoni d'assalto subordinati al comando generale dell'esercito bulgaro. L'addestramento degli equipaggi era curato dalla scuola dei mezzi corazzati tedeschi di Wünsdorf e dalla scuola di guerra installata a Niš nella Serbia occupata; solo nell'agosto 1944 gli ufficiali tedeschi ritennero il reggimento corazzato bulgaro come completamente addestrato e pronto all'impiego in battaglia.

### Operazioni in Serbia e Kosovo

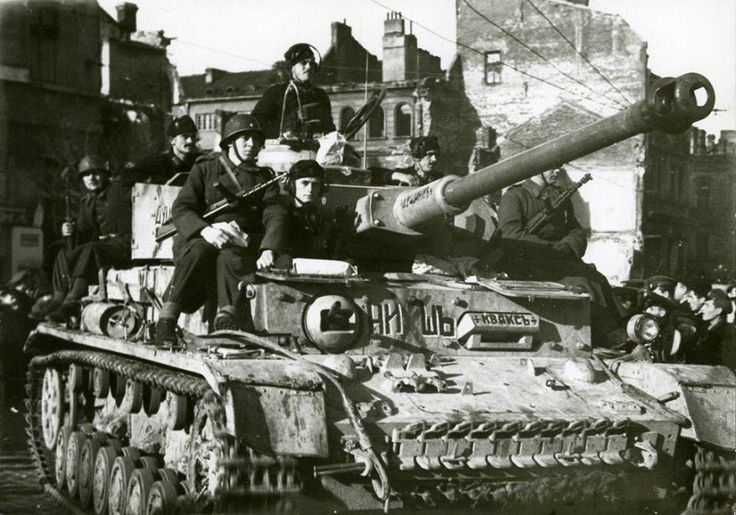
Fanti bulgari a bordo di un Panzer IV entrano a Niš il 14 ottobre 1944

I rapporti tra Bulgaria e Germania stavano nel frattempo deteriorandosi rapidamente. All'inizio dell'agosto 1944 le offensive sovietiche avevano portato l'Armata Rossa alle porte dei Balcani, e il 23 agosto 1944 la Romania abbandonò l'alleanza con la Germania per schierarsi a fianco dell'URSS. Dopo il fallimento di negoziati segreti svoltisi tra Mosca e Sofia, il 5 settembre l'Unione Sovietica dichiarò formalmente guerra alla Bulgaria mentre il clandestino Partito Comunista Bulgaro e i movimenti partigiani di sinistra andavano organizzando una sollevazione contro il governo; il colpo di stato fu quindi attuato il 9 settembre: il governo monarchico fu rapidamente spazzato via e rimpiazzato con un esecutivo repubblicano filo-sovietico, e la gran parte delle forze armate bulgare appoggiò l'azione.
La Brigata corazzata era stata in precedenza dispersa in vari acquartieramenti per evitare danni durante i bombardamenti aerei anglo-statunitensi su Sofia, ma per il 5 settembre i reparti erano stati riuniti e inviati a occidente della capitale per presidiare la strada tra Sofia e Niš; gli istruttori tedeschi avevano predisposto un piano segreto per neutralizzare i carri della brigata in caso di voltafaccia della Bulgaria, ma gli eventi si svolsero con tale rapidità che l'operazione non poté essere attuata: la Bronirana brigada fu quindi rapidamente purgata degli elementi fedeli alla monarchia e posta, come il resto delle forze armate bulgare, agli ordini dei sovietici. La brigata fu inserita nella 2ª Armata bulgara e il 28 settembre attraversò la frontiera tra la Bulgaria e la Serbia occupata dai tedeschi dirigendo verso l'area tra Leskovac e Niš; l'8 ottobre la brigata ebbe il suo battesimo del fuoco quando attaccò le postazioni della 7. SS-Freiwilligen-Gebirgs-Division "Prinz Eugen" a sud-est di Bela Palanka: il primo assalto fu respinto dai tedeschi, ma dopo essersi raggruppati il 10 ottobre i bulgari sferrarono un nuovo attacco sfondando in direzione di Vlasotince, che venne conquistata al termine di duri scontri.

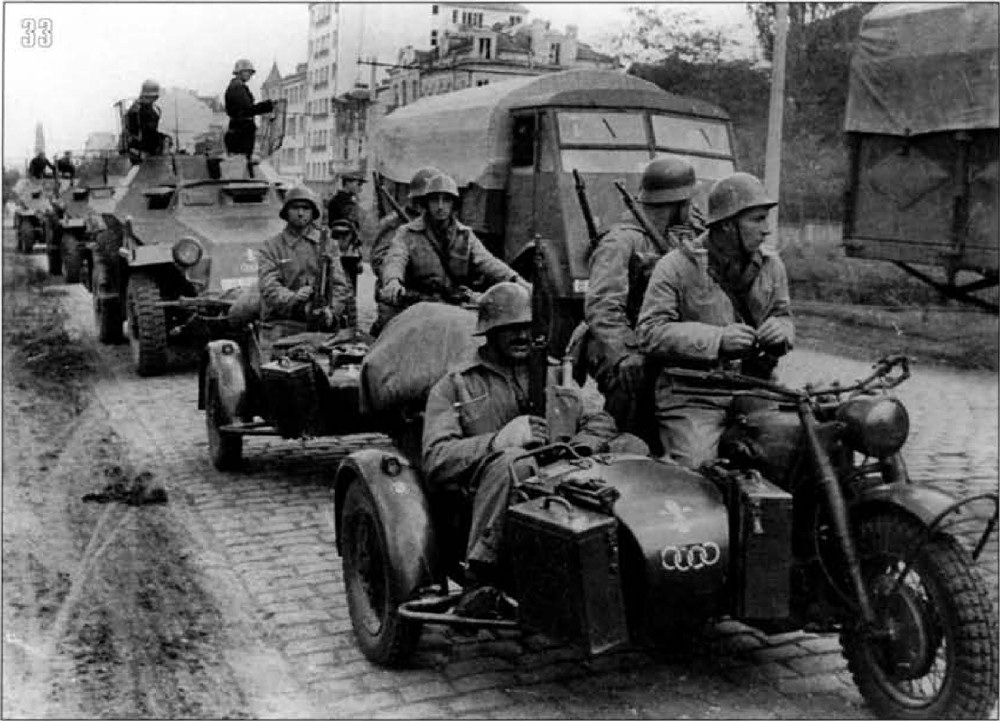
Un distaccamento da ricognizione bulgaro in Jugoslavia nell'ottobre 1944; in secondo piano, sulla sinistra, si notano due autoblindo Sd.Kfz. 222

Il 12 ottobre un gruppo di combattimento della brigata fu inviato ad attaccare Bela Palanka, ma fu bloccato subendo diverse perdite; nel mentre, più a sud-ovest il resto della brigata, appoggiato da unità dell'Esercito Popolare di Liberazione della Jugoslavia, conquistò Leskovac e si portò sulla riva occidentale del fiume Morava. Il 14 ottobre la brigata attaccò il villaggio di Merošina, dove aveva sede il quartier generale della Division "Prinz Eugen": numerosi veicoli dei tedeschi furono distrutti, ma il grosso delle loro forze fu in grado di sottrarsi alla cattura. La brigata corazzata guidò quindi l'avanzata della 2ª Armata bulgara in direzione del Kosovo, raggiungendo Kuršumlija il 17 ottobre dove fu impegnata in duri scontri con un'improvvisata forza di blocco tedesca che tentava di tenere aperta la via di ritirata dei reparti dell'Heeresgruppe E, in fuga dalla Grecia; i tedeschi bloccarono i bulgari per tre settimane, portando a buon fine il loro ripiegamento dai Balcani meridionali. La brigata corazzata bulgara fu infine in grado di riprendere l'avanzata il 5 novembre, dopo aver conquistato non senza difficoltà e forti perdite il passo di Prepolac e la cittadina di Podujevë. La brigata formò due colonne per avanzare su Pristina e Mitrovica, ma l'avanzata fu lenta a causa della dura resistenza tedesca: solo il 21 novembre i primi reparti della Bronirana brigada fecero il loro ingresso a Pristina, mentre Mitrovica cadde in mano ai bulgari il giorno seguente.

### La fine della guerra

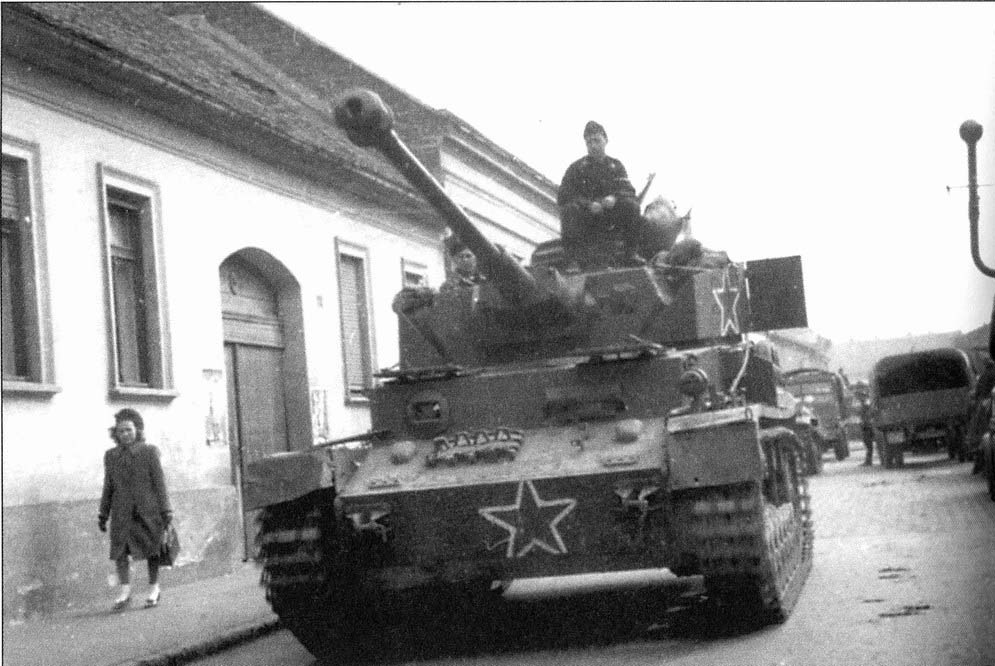
Un Panzer IV bulgaro in Ungheria nel 1945; notare i segni di riconoscimento (delle ampie stelle rosse) per farsi identificare dai reparti alleati dell'Armata Rossa

Completata la conquista del Kosovo, la Bronirana brigada fu quindi ritirata dal fronte per essere riorganizzata e riequipaggiata dopo le forti perdite di uomini e mezzi subite nella campagna; l'Armata Rossa non fornì alla brigata materiale bellico di origine sovietica, ma piuttosto una variegata collezione di veicoli catturati alle forze dell'Asse: oltre ad altri Panzer IV e StuG III, le forniture compresero anche piccoli quantitativi di carri tedeschi Panzer III e Panzer V Panther, semoventi Hummel, StuG IV, Jagdpanzer IV ed Hetzer, semoventi L40 italiani e veicoli 40M Nimród e 40M Turán I ungheresi. Solo nelle fasi finali della guerra i sovietici fornirono ai bulgari i primi carri medi T-34/85 di loro produzione.
Vi sono poche informazioni chiare circa l'impiego della Bronirana brigada negli ultimi mesi di guerra. La 1ª Armata bulgara, che nel gennaio 1945 fu schierata a fianco delle forze sovietiche nell'Ungheria sud-occidentale, aveva in organico un battaglione corazzato indipendente tratto dalla Bronirana brigada ed equipaggiato con vecchi carri ex cechi; tra il 6 e il 16 marzo 1945 il battaglione fu impegnato negli eventi dell'operazione Frühlingserwachen, l'ultima significativa offensiva tedesca sul fronte orientale: il battaglione corazzato bulgaro partecipò ai contrattacchi attorno a Donji Miholjac subendo forti perdite, prima che le unità corazzate sovietiche accorressero in aiuto e tamponassero la falla aperta nel fronte bulgaro. Nella seconda metà dell'aprile 1945 il grosso della Bronirana brigada fu schierato a nord di Varaždin in forza al III Corpo d'armata della 1ª Armata bulgara, prendendo parte all'avanzata generale delle forze sovietiche verso nord; per il 13 maggio 1945 la brigata aveva concluso le operazioni belliche raggiungendo l'Austria dove incontrò le forze britanniche che risalivano dall'Italia.
La Bronirana brigada fu quindi ritirata in patria per essere riorganizzata con l'assistenza dei sovietici; un reggimento corazzato indipendente addestrato dai sovietici era stato costituito nel 1945 con la prima fornitura di 65 carri T-34/85, e dopo la stipula nel 1947 del trattato di Parigi conclusivo della seconda guerra mondiale la Bulgaria iniziò a ricevere vasti quantitativi di armamenti da parte dell'URSS con cui rimpiazzare le vecchie dotazioni di origine tedesca. La Bronirana brigada venne sciolta nel 1947 e i suoi componenti trasferiti a una nuova divisione corazzata bulgara, a sua volta suddivisa nel 1949 in quattro brigate distinte assegnate alle armate del nuovo Esercito popolare bulgaro.